# 成瀬直人
成瀬 直人（なるせ なおと、1952年(昭和27年)11月2日 – ）は、日本の実業家。いなげや株式会社社長。

## 人物
- 東京都出身[2]。生年月日1952年（昭和27年）11月2日。
- 1976年（昭和51年）中央大学文学部卒業[2]。

## 経歴
- 1976年（昭和51年）株式会社稲毛屋入社[2]。
- 1999年（平成11年）取締役[2]。
- 2005年（平成17年）常務取締役[2]。
- 2009年（平成21年）代表取締役専務[2]。
- 2013年（平成25年）社長に就任（現任）、日本経済新聞は「人事畑が長く人材育成などの手腕が買われた」と評している[2]。